# Slalomvärldsmästerskapen i kanotsport 1965
Slalomvärldsmästerskapen i kanotsport 1965 anordnades i Spittal, Österrike. 

## Medaljsummering

### Medaljtabell
| Pl.    | Nation          | Guld | Silver | Brons | Totalt |
| ------ | --------------- | ---- | ------ | ----- | ------ |
| 1      | Östtyskland     | 5    | 3      | 3     | 11     |
| 2      | Tjeckoslovakien | 3    | 5      | 0     | 8      |
| 3      | Västtyskland    | 1    | 1      | 4     | 6      |
| 4      | Österrike       | 1    | 0      | 1     | 2      |
| 5      | Jugoslavien     | 0    | 1      | 0     | 1      |
| 6      | Frankrike       | 0    | 0      | 1     | 1      |
| 6      | Schweiz         | 0    | 0      | 1     | 1      |
| Totalt | Totalt          | 10   | 10     | 10    | 30     |

### Herrar
| Gren    | Guld | Poäng  | Silver                                                                                             | Poäng  | Brons | Poäng  |
| C-1     | Gert Kleinert (GDR)                                                                                            | 335,5  | Luděk Beneš (TCH)                                                                                  | 374,0  | Manfred Schubert (GDR)                                                                                           | 383,3  |
| C-1 lag | Tjeckoslovakien Jiří Vočka Luděk Beneš Bohuslav Pospíchal                                                      | 472,8  | Västtyskland Christian Kaufmann Heiner Stumpf Otto Stumpf                                          | 517,9  | Östtyskland Jochen Förster Gert Kleinert Manfred Schubert                                                        | 537,9  |
| C-2     | Östtyskland Günther Merkel Manfred Merkel                                                                      | 369,7  | Tjeckoslovakien Jiří Dejl Zdeněk Fifka                                                             | 432,3  | Schweiz Fernand Götz Wolfgang Klingebiel                                                                         | 446,9  |
| C-2 lag | Tjeckoslovakien Ladislav Měšťan & Zdeněk Měšťan Emil Pollert & Jaroslav Pollert Jaroslav Brejcha & Milan Kalas | 1040,2 | Jugoslavien Janez Andrejašič & Jože Gerkman Milan Vidmar & Borut Justin Franc Žitnik & Leon Žitnik | 1231,7 | Västtyskland Friedrich Bohry & Walter Gehlen Hermann Roock & Norbert Schmidt Wolf Dieter Seller & Günther Tuchel | 1322,7 |
| K-1     | Kurt Presslmayr (AUT)                                                                                          | 276,7  | Eberhard Gläser (GDR)                                                                              | 277,4  | Uli Raysz (FRG)                                                                                                  | 277,7  |
| K-1 lag | Västtyskland Manfred Vogt Eugen Weimann Horst Dieter Engelke                                                   | 493,5  | Östtyskland Eberhard Gläser Fritz Lange Rolf Luber                                                 | 519,2  | Österrike Robert Fabian Manfred Hausmann Kurt Presslmayr                                                         | 565,8  |

### Mixed
| Gren    | Guld                                                                                                  | Poäng | Silver | Poäng | Brons                                                                                                | Poäng  |
| C-2     | Tjeckoslovakien Ludmilla Sirotková Václav Janoušek                                                    | 475,4 | Tjeckoslovakien Jiřina Šedivcová Josef Šedivec                                                                            | 494,1 | Östtyskland Erika Schönfeld Horst Wängler                                                            | 532,4  |
| C-2 lag | Östtyskland Edith Grabo & Werner Lempert Monika Lehmann & Rolf Müller Erika Schönfeld & Horst Wängler | 747,2 | Tjeckoslovakien Milada Absolonová & Antonín Absolon Ludmilla Sirotková & Václav Janoušek Jiřina Šedivcová & Josef Šedivec | 843,8 | Frankrike Simone Blanc & Gérard Ghidini Michele Olry & Michel Berthenet Henriette Guette & Jean Olry | 2117,5 |

### Damer
| Gren    | Guld                                                | Poäng | Silver                                                          | Poäng | Brons                                                   | Poäng |
| K-1     | Ursula Gläser (GDR)                                 | 310,7 | Lia Merkel (GDR)                                                | 345,5 | Bärbel Körner (FRG)                                     | 381,3 |
| K-1 lag | Östtyskland Ursula Gläser Bärbel Richter Lia Merkel | 420,5 | Tjeckoslovakien Bohumila Kapplová Renata Knýová Ludmila Polesná | 592,7 | Västtyskland Heide Boikat Bärbel Körner Kirsten Schmidt | 722,2 |